# Öffentlicher Dienst (Deutschland)

Beschäftigte des Bundes, der Länder und der Gemeinden/Gemeindeverbände im öffentlichen Dienst je 1.000 Einwohner (2019)

Der Begriff öffentlicher Dienst wird im deutschen Recht nicht einheitlich gebraucht. Er ist jedenfalls weitergehend als der Begriff „der Tätigkeit im Dienst eines öffentlich-rechtlichen Dienstherrn“. Der Begriff Öffentlicher Dienst war noch zu Beginn des 20. Jahrhunderts nahezu unbekannt, hat aber den Begriff Staatsdienst seit 1920 zunehmend verdrängt.

## Beschäftigtenentwicklung

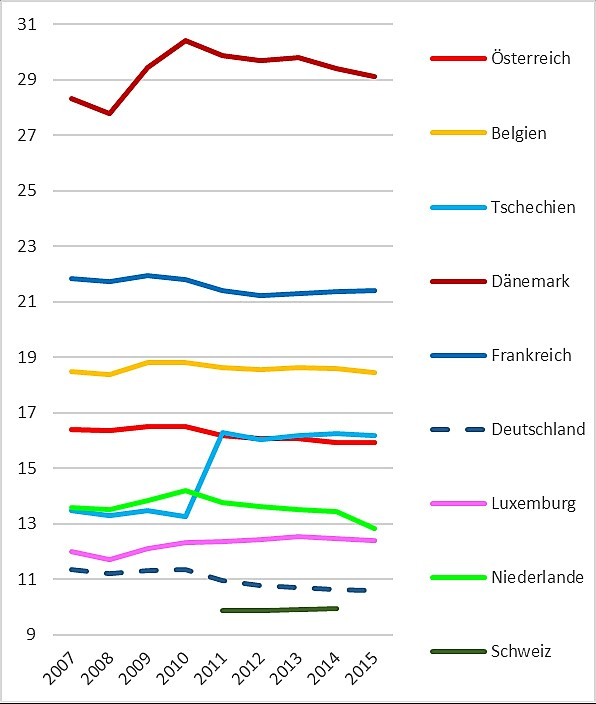
Anteil der Beschäftigten im öffentlichen Dienst an der Gesamtbeschäftigung (in %) in Deutschland im Vergleich zu den Nachbarländern. Für Polen liegen keine Datensätze vor, für die Schweiz nur unvollständige.

Mitte 2023 waren rund 5,3 Millionen Menschen im öffentlichen Dienst beschäftigt. Das entspricht 12 Prozent aller Erwerbstätigen in Deutschland. Im Jahr 2020 gab es in Deutschland 5,21 Mio. Beschäftigte im öffentlichen Dienst im Vergleich zu 2000 mit 4,91 Mio. Beschäftigten. Der Anstieg ist allerdings auf Teilzeitbeschäftigte zurückzuführen, da in dieser Zeit die Zahl der Vollzeitbeschäftigten von 3,70 Mio. auf 3,40 Mio. sank. Zum 30. Juni 2022 waren 63,1 Prozent der Beschäftigten im öffentlichen Dienst Arbeitnehmer, 33,2 Prozent Beamte, 3,3 Prozent Berufssoldaten sowie Soldaten auf Zeit und 0,4 Prozent Richter. Zum Vergleich lagen die Anteile zum 30. Juni 2000 bei 61,9 Prozent Arbeitnehmern (davon 77,5 Prozent Angestellte und 22,5 Prozent Arbeiter), 34,3 Prozent Beamten und Richtern sowie 3,8 Prozent Berufssoldaten und Soldaten auf Zeit. Die Anteile der Statusgruppen haben sich somit im 20-Jahresvergleich nur unwesentlich verändert.
Im Vergleich zu den EU-Nachbarländern ist der Anteil von im öffentlichen Dienst Beschäftigten an der Gesamtbeschäftigung in Deutschland am niedrigsten. Auch gemessen am Anteil des Bruttoinlandprodukts, der für Beschäftigte im öffentlichen Dienst ausgegeben wird, sind die Ausgaben für die öffentliche Verwaltung sehr niedrig. Von allen EU-Staaten hat nur Irland (6,7 %) einen noch niedrigeren Anteil als Deutschland (8,5 %) an Ausgaben für den öffentlichen Dienst.
Angesichts eines Vergleichs des deutschen Anteils der Beschäftigten im öffentlichen Dienst mit anderen europäischen Ländern kam man bei Statista zu dem Ergebnis, dass die öffentliche Verwaltung statt schlank „wohl eher unterbesetzt“ sei.
| Jahr | Beschäftigte |
| ---- | ------------ |
| 1991 | 6,74 Mio.    |
| 1995 | 5,37 Mio.    |
| 1996 | 5,28 Mio.    |
| 1997 | 5,16 Mio.    |
| 1998 | 5,07 Mio.    |
| 1999 | 4,97 Mio.    |
| 2000 | 4,91 Mio.    |
| 2001 | 4,82 Mio.    |
| 2002 | 4,81 Mio.    |
| 2003 | 4,78 Mio.    |
| 2004 | 4,67 Mio.    |
| 2005 | 4,60 Mio.    |
| 2006 | 4,58 Mio.    |
| 2007 | 4,54 Mio.    |
| 2008 | 4,51 Mio.    |
| 2009 | 4,55 Mio.    |
| 2010 | 4,59 Mio.    |
| 2011 | 4,60 Mio.    |
| 2012 | 4,62 Mio.    |
| 2013 | 4,64 Mio.    |
| 2014 | 4,65 Mio.    |
| 2015 | 4,65 Mio.    |
| 2016 | 4,69 Mio.    |
| 2017 | 4,74 Mio.    |
| 2018 | 4,80 Mio.    |
| 2019 | 4,88 Mio.    |
| 2020 | 4,97 Mio.    |
| 2021 | 5,06 Mio.    |
| 2022 | 5,21 Mio.    |
| 2023 | 5,27 Mio.    |

## Personengruppen
Die Anzahl der Beschäftigten der öffentlichen Arbeitgeber umfasst die Bereiche Bund (B), Länder (L), Kommunen (K) und Sozialversicherungen einschließlich der Bundesagentur für Arbeit (S)
- für den öffentlichen Gesamthaushalt (Staatssektor) mit Kern- und Extrahaushalt
- sowie für alle sonstigen öffentlichen Einrichtungen.

Die im öffentlichen Dienst beschäftigten Personen sind hauptsächlich Arbeitnehmer (Tarifbeschäftigte), Beamte, Soldaten und Richter. Daneben bestehen weitere öffentlich-rechtliche Dienstverhältnisse wie die der Bundesminister oder die der Parlamentarischen Staatssekretäre. Die gesetzlichen Merkmale des Beamtenbegriffs ergeben sich aus Art. 33 Abs. 4 Grundgesetz (GG), § 2 Abs. 1 und § 6 Bundesbeamtengesetz (BBG) sowie aus den Beamtengesetzen der Länder. Die Merkmale für Richter ergeben sich aus den Art. 92, Art. 97 und Art. 98 GG, §§ 1 bis 45a Deutsches Richtergesetz und den Richtergesetzen der Länder. Der Begriff Soldat ist nach § 1 Abs. 1 Satz 1 Soldatengesetz legal definiert.

## Begründung des Dienstverhältnisses
Arbeitgeber (bzw. bei Beamten Dienstherr) sind der Bund, die Länder und die Kommunen (inkl. (Land-)Kreise), andere Körperschaften, Anstalten oder Stiftungen des öffentlichen Rechts. Wer im öffentlichen Dienst Dienstkräfte ernennt oder einstellt, ist eine Einstellungsbehörde. Das Recht, Beamte zu haben, nennt man Dienstherrnfähigkeit. Dieses haben z. B. auch die öffentlich-rechtlichen Religionsgemeinschaften.
Zum öffentlichen Dienst gehören beispielsweise neben den Tätigkeiten in der Verwaltung meist die Arbeit in Kindertagesstätten, Schulen, Hochschulen, Wasserversorgungsbetrieben oder staatlichen Krankenhäusern. Die Müllabfuhr und Verkehrsbetriebe sind oft privatisiert. Zum öffentlichen Dienst im weiteren Sinne gehören auch die Sozialversicherungen (Bundesagentur für Arbeit, Deutsche Rentenversicherung, Krankenkassen, Berufsgenossenschaften) sowie die Tätigkeit in öffentlich-rechtlichen Sparkassen und der Bundesbank. Da die zwei großen Kirchen in Deutschland Körperschaften des öffentlichen Rechts sind, zählen auch kirchliche Beamte (z. B. Pfarrer/-in, Bischof) der römisch-katholischen und evangelischen Landeskirchen sowie kirchliche Mitarbeiter (z. B. Pastoral- und Gemeindereferent) ins Tätigkeitsfeld.
Die Stellenbesetzung im öffentlichen Dienst unterliegt dem Prinzip der Bestenauslese gemäß Art. 33 Abs. 2 GG. Dies gilt nicht nur für Einstellungen, sondern auch für den beruflichen Aufstieg innerhalb des öffentlichen Dienstes. Öffentliche Ämter im Sinne des Art. 33 Abs. 2 GG sind sowohl Beamtenstellen als auch solche Stellen, die von Arbeitnehmern besetzt werden können. Unberücksichtigte Bewerber können die Besetzungsentscheidung durch Konkurrentenklage nebst einstweiligem Rechtsschutz anfechten. Beamte werden ernannt und in ein Amt berufen (ohne Arbeitsvertrag, sondern per Begründung eines Dienst- und Treueverhältnisses). Arbeitnehmer werden hingegen aufgrund eines Arbeitsvertrages beschäftigt.

## Tarifpolitik

### Arbeitnehmer
Bis zum 1. Oktober 2005 galten für den öffentlichen Dienst einheitliche Tarifverträge, darunter der Bundes-Angestelltentarifvertrag (BAT). Seither ist für Arbeitnehmer beim Bund und den Kommunen der Tarifvertrag für den öffentlichen Dienst (TVöD) wirksam.
2006 hatten sich nach über 14-wöchigen Streiks im öffentlichen Dienst der Länder die Gewerkschaften ver.di, dbb beamtenbund und tarifunion und die Tarifgemeinschaft deutscher Länder am 19. Mai 2006 in Potsdam auf einen neuen Tarifvertrag für den öffentlichen Dienst der Länder (TV-L) geeinigt. Dieser sieht bei einer einheitlichen Entgelttabelle unterschiedliche Arbeitszeiten von 38,70 bis 40,1 Wochenstunden in den Ländern Westdeutschlands vor. In Hessen gilt seit dem 1. Januar 2010 der Tarifvertrag für den öffentlichen Dienst des Landes Hessen (TV-H) und in Berlin der Angleichungs-Tarifvertrag vom 14. Oktober 2010, die beide in weiten Teilen dem TV-L entsprechen. Der Tarifvertrag in Berlin entspricht seit dem 31. Dezember 2017 dem TV-L.
Nach der Umstellung vom BAT zum TVöD im Jahr 2005 bis 2012 haben sich, im Vergleich zu Beamten im gehobenen Dienst, die regulären Nettoentgelte der vergleichbar eingruppierten Tarifbeschäftigten in der jeweiligen Endstufe um bis zu 10 Prozent vermindert, im Vergleich zum höheren Dienst um bis zu 20 Prozent.
Bis Ende des Jahres 2001 war es Ziel der Zusatzversorgung des öffentlichen Dienstes (ZÖD), zusammen mit der gesetzlichen Rente der Deutschen Rentenversicherung im Rentenalter eine Gesamtversorgung zu gewährleisten, die sich im Wesentlichen an den Regelungen der Beamtenversorgung orientierte. Dies hauptsächlich aufgrund der sich überschneidenden Tätigkeitsfelder von Beamten und Tarifbeschäftigten. Ab Anfang des Jahres 2002 wurde das Gesamtversorgungsmodell auf ein Betriebsrentenmodell umgestellt. Das Ziel einer Annäherung an die Ruhestandsversorgung der Beamten war damit aufgegeben.
Aufgrund von Modellannahmen lässt sich feststellen, dass Beschäftigte des vergleichbar mittleren Dienstes nach der Umstellung auf das Betriebsrentenmodell bei Rentenbeginn eine den Beamten vergleichbare Altersversorgung erreichen. Tarifbeschäftigte des vergleichbar gehobenen und höheren Dienstes erhalten bei Rentenbeginn eine um bis vier Prozentpunkte niedrigere Altersversorgung als Beamte. Dieser Abstand vergrößert sich, da die ZÖD-Renten jährlich nur um ein Prozent erhöht werden, die Pensionen der Beamten jedoch im Gleichschritt mit der Entgelterhöhung angepasst werden. Die Lücke wird sich durch die sukzessive Ausweitung der nachgelagerten Besteuerung vergrößern. Der nachgelagerten Besteuerung stehen jedoch gemäß § 3 Nr. 56 EStG Steuervorteile während der aktiven Beschäftigung gegenüber.

### Beamte, Soldaten und Richter
Die Dienstherren der Beamten, Soldaten und Richter übernehmen häufig die Abschlüsse des TVöD und des TVL zeit- und inhaltsgleich. Dazu werden die entsprechenden Besoldungsgesetze geändert.
Der Höchstsatz des Ruhegehalts der Beamten beträgt 71,75 Prozent multipliziert mit 0,9901, also 71,04 Prozent (§ 14 Abs. 1 i. V. m. § 5 Abs. 1 Hs. 2 BeamtVG) der ruhegehaltfähigen Bezüge der letzten zwei Jahre vor Eintritt in den Ruhestand (für Bundesbeamte, in den Ländern abweichende Regelungen möglich). Die Pensionen sind bezogen auf das Gehalt im Vergleich zu rentenversicherungspflichtigen Beschäftigten hoch. Dies wird unter anderem damit begründet, dass die Aufwendungen des Dienstherrn für die Altersversorgung nicht als Gehaltsbestandteil ausgewiesen werden. Bei rentenversicherten Arbeitnehmern werden die vom Arbeitgeber abgeführten Beiträge zunächst als Lohnbestandteil zugerechnet, jedoch hat der Arbeitnehmer hierüber keine eigene Verfügungsmöglichkeit. Die Pension der Beamten ist, ebenso wie beitragsfinanzierte Versicherungsrenten, Gegenwert für die zur Zeit der aktiven Beschäftigung erbrachten Dienstleistungen. Statt Beiträge einzubehalten, zahlt der Dienstherr entsprechend geringere Bezüge aus. Der Gegenwert der geleisteten Dienste setzt sich zusammen aus einem Anteil (aktuell verfügbarer) Zahlungen (abzüglich einbehaltener Lohnsteuer) und einem Anteil nicht aktuell verfügbarer Versorgungsanwartschaft.

## Dienstrecht
Das öffentliche Dienstrecht bezeichnet die Rechtsmaterie, welche die juristischen Rahmenbedingungen für die Bediensteten und deren Beziehung zum öffentlich-rechtlichen Arbeitgeber bzw. Dienstherrn regelt. Es ist daher als Entsprechung zum Arbeitsrecht bei sonstigen Arbeitsverhältnissen anzusehen. Dabei haben sich wegen der besonderen rechtlichen Ausgestaltungen das Beamtenrecht des Bundes und der Länder sowie das Soldatengesetz und das Deutsche Richtergesetz sowie die Richtergesetze der Länder herausgebildet.
Verwaltungshandeln ist verwaltungsrechtlich überprüfbar, z. B. im Laufe eines Dienstaufsichtsverfahrens oder im Rahmen eines Verwaltungsgerichtsverfahrens. Das Handeln von Bediensteten kann zudem disziplinarrechtlich geahndet werden.

## Europäischer Einfluss
Die Weiterentwicklung des innerstaatlichen öffentlichen Dienstrechts wurde auch durch das europäische öffentliche Dienstrecht beeinflusst. Angefangen von den Dienstverhältnissen der Hohen Beamten der Europäischen Gemeinschaft für Kohle und Stahl bis hin zu den Dienstrecht der Beamte der EU hat es in Richtung einer Angleichung des innerstaatlichen Dienstrechts in Europa ausgestrahlt. Dies betrifft auch bestimmte, durch die Rechtsprechung fortentwickelte Rechtsgrundsätze: insbesondere der Grundsatz der Gleichbehandlung, das Diskriminierungsverbot, die Fürsorgepflicht der Anstellungsbehörde, die verwaltungsrechtliche Selbstbindung, der Vertrauensschutz und der Grundsatz von Treu und Glauben; auf Rechtsverfahren bezogen kommen das Anhörungsrecht und die Begründungspflicht hinzu. Des Weiteren strahlen Grundgedanken des innerstaatlichen Dienstrechts auch auf andere Rechtsverhältnisse des öffentlichen Dienstes aus.

## Autonomie der Kirchen
Nicht direkt dem öffentlicher Dienst zugeordnet sind die Kirchen. Diese haben zwar auch den Status öffentlich-rechtlicher Körperschaften, jedoch gelten hier aufgrund der verfassungsrechtlich garantierten Autonomie der Kirchen bisweilen selbstbestimmte Rechtsnormen innerhalb der Schranken des für alle geltenden Gesetzes (siehe auch Arbeitsrecht der Kirchen).